# Neodontopera
Neodontopera là một chi bướm đêm thuộc họ Geometridae.